# Skånelands våbensymbol
Skånelands/Skånelandenes våbensymbol er en heraldisk gul panter i et rødt felt. "Panteren" er et fabeldyr som findes på forskellige runestene i Sydskandinavien.